# Chuck Schumer
Charles Ellis Schumer, detto Chuck (New York, 23 novembre 1950), è un politico statunitense, dal 1999 senatore per lo Stato di New York e membro della Camera dei rappresentanti per lo stesso stato dal 1981 al 1999. Dal gennaio 2021 al gennaio 2025 è stato leader della maggioranza del Senato.

## Biografia
Nato a Brooklyn in una famiglia ebrea, Schumer si laureò in giurisprudenza ma non praticò mai la professione di avvocato, preferendo dedicarsi alla politica con il Partito Democratico. Dopo aver servito all'interno della legislatura statale di New York, Schumer venne eletto alla Camera dei rappresentanti per il seggio lasciato dalla compagna di partito Elizabeth Holtzman. Schumer fu rieletto deputato per altri otto mandati, cambiando spesso distretto congressuale.
Nel 1998 si candidò al Senato e nelle primarie democratiche sconfisse Geraldine Ferraro, per poi aggiudicarsi anche le elezioni generali contro il senatore repubblicano Al D'Amato. Fu poi riconfermato anche nel 2004, nel 2010, nel 2016 e nel 2022. Ideologicamente, Schumer è considerato un liberale. Si è schierato a favore dell'aborto e dei matrimoni gay.

## Vita privata
Schumer e sua moglie, Iris Weinshall, si sono sposati il 21 settembre 1980. La cerimonia si è svolta a Windows on the World in cima alla torre nord del World Trade Center. Weinshall è stato commissario ai trasporti di New York dal 2000 al 2007. Schumer e Weinshall vivono a Park Slope vicino a Grand Army Plaza. Gli Schumer hanno due figlie, Jessica e Alison, entrambe diplomate all'Alma mater del padre, l'Harvard College.